# Lisewo Malborskie
Lisewo Malborskie is een plaats in het Poolse district  Malborski, woiwodschap Pommeren. De plaats maakt deel uit van de gemeente Lichnowy en telt 1280 inwoners.